# Get Yourself a College Girl
Get Yourself a College Girl, también estrenada como The Swingin' Set, es una comedia cinematográfica de Metrocolor de 1964 al estilo de una película de fiesta en la playa. La trama involucra a una estudiante universitaria que intenta equilibrar su tiempo escribiendo canciones y lidiando con su editor, que intenta perseguirla. Fue dirigida por Sidney Miller y escrita por Robert E. Kent, y filmada en Sun Valley, Idaho, Estados Unidos.

## Argumento
Terry Taylor (Mary Ann Mobley) es una estudiante de último año del conservador Wyndham College for Women (ficticio) y, bajo un nombre falso, una exitosa compositora pop. Después de que su editor Gary Underwood (Chad Everett) sin saberlo expone su carrera, la junta directiva de Wyndham — incluido el nieto del fundador de la universidad, el senador estatal de California Hubert Morrison (Willard Waterman) — condena a Terry por comportamiento indecente.
Para distraerse de una posible expulsión, Terry, sus amigas Sue Ann Mobley (Chris Noel) y Lynne (Nancy Sinatra), y su instructora de educación física Marge Endicott (Joan O'Brien) viajan a Sun Valley, Idaho, para pasar unas vacaciones de Navidad. Allí conocen a Gary y su amigo artista Armand (Fabrizio Mioni); el senador Morrison, que quiere solicitar el voto de los jóvenes; y el marido de Lynne.
The Dave Clark Five, The Animals y otros actos musicales actúan de fondo mientras Gary y Armand enamoran a Terry y Sue Ann, respectivamente, mientras Lynne y su esposo pasan todas las vacaciones en su habitación. El senador Morrison corteja a Marge y demuestra que es un bailarín talentoso, pero una embarazosa fotografía de un periódico amenaza su reelección. Los demás demuestran su apoyo entre los jóvenes mediante una exitosa encuesta telefónica con actuaciones musicales.

## Reparto
- Mary Ann Mobley como Teresa 'Terry' Taylor.
- Joan O'Brien como profesora Miss Marge Endicott.
- Nancy Sinatra como Lynne.
- Chris Noel como Sue Ann Mobley.
- Chad Everett como Gary Underwood.
- Willard Waterman como el senador Hubert Morrison.
- Fabrizio Mioni como Armand.
- James Millhollin como Gordon.
- Paul Todd como Ray.
- Donnie Brooks como Donnie.
- Hortense Petra como Donna, la fotógrafa.
- Dorothy Neumann como Miss Martha Stone, decana de Wyndham College.
- Marti Barris como Secretario.
- Mario Costello como botones.
- Percy Helton como chofer del senador.
- The Standells como ellos mismos.
- The Dave Clark Five como ellos mismos.
- Stan Getz como él mismo.
- Astrud Gilberto como ella misma.
- Roberta Linn como ella misma.
- The Bellboys como ellos mismos.
- The Animals como ellos mismos.
- The Rhythm Masters como ellos mismos.
- The Jimmy Smith Trio como ellos mismos.
- Gary Burton como él mismo.

## Producción
La película fue conocida como Watusi A Go-Go, The Swingin' Set y The Go Go Set.

## Música
- Sidney Miller y Fred Karger escribieron dos canciones para la película, «The Swingin' Set», interpretada fuera de la pantalla por Donnie Brooks en el estreno de la película, y «Get Yourself a College Girl», interpretada en la película por Mary Ann Mobley.
- Stan Getz con el Stan Getz Quartet acompaña a Astrud Gilberto mientras interpreta una versión en inglés de «Garota de Ipanema».
- Los Rhythm Masters interpretan «Beat Street Rag».
- Jimmy Smith con The Jimmy Smith Trio interpreta «Comin' Home Johnny» y el instrumental «The Sermon».
- Freddie Bell y Roberta Linn con The Bellboys interpretan «Talkin' About Love».
- The Standells interpretan «Bony Maronie» y «The Swim».
- The Dave Clark Five interpretan «Whenever You're Around» y «Thinking of You Baby».
- The Animals cantan «Blue Feeling» y «Around and Around».
- La cantante Nancy Sinatra, que tendría una grabación de éxito dos años después, aparece en esta película pero no canta.

## Recepción
Una reseña contemporánea de Howard Thompson en The New York Times informó que la película «merece, y recibe aquí, un veredicto de una sola línea: idiotez estrictamente para las birds [argot para mujeres jóvenes de la época]». Escribiendo para DVD Talk, el crítico Paul Mavis describió la película como «un Sam Katzman barato, atractivo y ligeramente divertido para MGM, ayudado considerablemente por algunos números musicales de calcetines», y agregó que «las chicas se ven geniales, los chicos son guapos, y la música oscila y se balancea... pero más risas hubieran ayudado». Una reseña de la película realizada por el crítico Mel Neuhaus en Turner Classic Movies la describió como un «curioso híbrido de 1964 de película musical para adolescentes con connotaciones prefeministas» y «una visita obligada debido a su extraño elenco de estrellas invitadas, que ayudar a elevar la fórmula narrativa a un acontecimiento casi surrealista de los años 60», señalando además que «la elección de las estrellas musicales invitadas es uno de los conglomerados más extraños en cualquier película musical».
Una reseña de la película en Los Angeles Times la calificó de «inofensivamente tonta».